# Annanhead
Annanhead ou Annanhead Hill est un sommet de 478 mètres d'altitude situé dans les Moffat Hills (en), en Écosse. Il se trouve à la frontière entre les Scottish Borders et le Dumfries and Galloway, à 9 kilomètres au nord de Moffat, dans les Southern Uplands.
Annanhead est l'une des quatre collines entourant le Devil's Beef Tub, source du fleuve Annan.
La colline est traversée par le sentier de randonnée Annandale Way (en).